# Clethra arborea

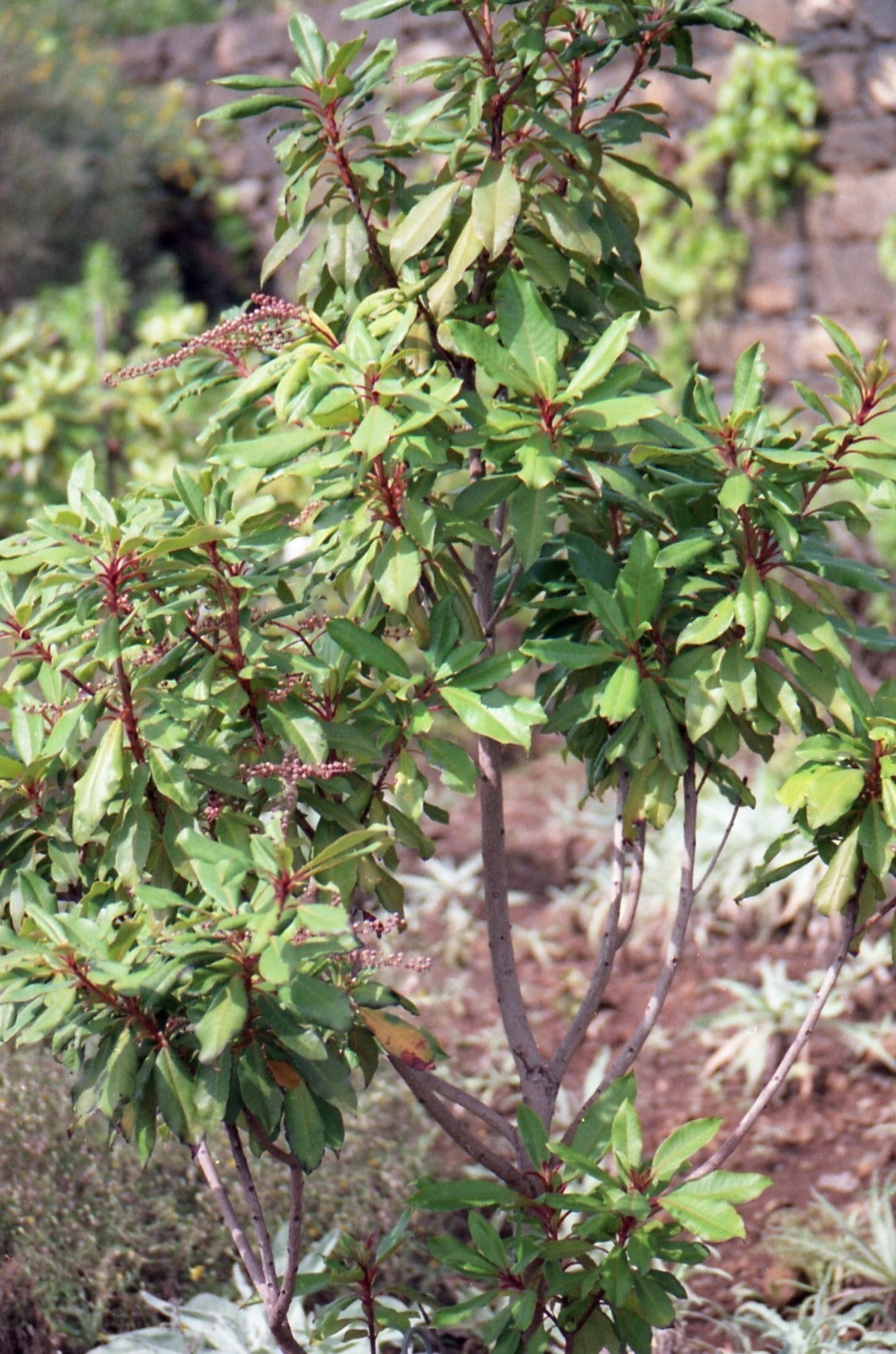
Clethra arborea

Clethra arborea Aiton, comummente conhecida no arquipélago da Madeira como folhado (não confundir com as espécies Viburnum trelasei e Viburnum tinus, que também são conhecidas por este nome) ou folhadeiro, é uma planta de porte arbóreo, do género Clethra, pertencente à família das Cletráceas, com distribuição natural restrita à ilha da Madeira. 
A espécie é considerada extinta nas Canárias e está naturalizada na ilha de São Miguel (Açores).

## Descrição
É uma pequena árvore perenifólia, que chega aos 10 metros de altura, com tronco recoberto por um ritidoma liso, castanho ou acinzentado. As folhas são oblanceoladas a obovadas, acuminadas, com até 20 centímetros de comprimento, serradas, glabras na página superior e pubescentes na inferior. O pecíolo é curto, avermelhado e pubescente.
As flores são de cor branca, bastante aromáticas, com 1 a 2 centímetros de diâmetro, pendentes, dispostas em numerosos cachos simples ou ramosos, erectos. A floração ocorre entre Agosto e Outubro.

## Distribuição e usos
A espécie é presente na ilha da Madeira, sendo de ocorrência comum na laurissilva madeirense. Extinta nas Canarias, é possível que tenha existido também em otras ilhas da Macaronésia. Foi introduzida na ilha de São Miguel, no arquipélago dos Açores, onde é um alimento importante do priolo.
A madeira desta árvore foi utilizada em embutidos, carpintaria, marcenaria, utensílios domésticos e para lenha.
Os caules eram utilizados na Madeira para a feitura de bordões, cabos para ferramentas agrícolas e varas para pesca. É cultivada em jardins, sendo conhecida, pelas suas flores, como árvore dos lírios do vale.